# Billy-Wilder-Institute
Das Billy-Wilder-Institute of Film and Television Studies oHG in Bonn war eine private Filmschule, die 1998 von dem Bochumer Filmwissenschaftler Lothar Rhode und dem Journalisten Knut Schäfer gegründet wurde. Der österreichische Produzent, Autor und Regisseur Billy Wilder übernahm die Schirmherrschaft. 2002 wurde das Institut geschlossen.

## Studium
Das Billy-Wilder-Institute bot die Studiengänge "Drehbuch" und "Produktion" an. Ziel war es, beide Studiengänge miteinander zu verknüpfen, um ein Zusammenarbeiten von Studenten beider Richtungen zu ermöglichen. Das Augenmerk des Studienkonzeptes lag dabei weniger auf einer künstlerisch-wissenschaftlichen Ausbildung, sondern vielmehr auf einer praxisnahen Anwendung des in Eigeninitiative Gelernten. So sollten die Studenten auch den Umgang mit digitalen Medien oder Schnittsystemen routinieren. Das Billy-Wilder-Institute vermittelte Praktika in der Medienbranche, die fester Bestandteil des Studiums waren. Darüber hinaus war ein Studienaufenthalt am Columbia College, Los Angeles, in das Studium integriert.

## Dozenten
Das Billy-Wilder-Institute hatte eine Vielzahl namhafter Dozenten und Gastdozenten So wurden beispielsweise Seminare von Dr. Dirk Blothner, Manfred Schwabe, Sibylle Kurz, Peter Blümel, Jørn Precht und Dr. Damien François angeboten. Kontakte bestanden darüber hinaus zum Goethe-Institut, Los Angeles und zur Grundy UFA.

## Auflösung
Kurz vor dem Tode Billy Wilders im Jahre 2002 musste das Billy-Wilder-Institute aus finanziellen Gründen geschlossen werden. Neben der Erkrankung des Schirmherrn war der Tod des Gründers Lothar Rhode ausschlaggebend für die Auflösung.